# Chesias isabella
Chesias isabella là một loài bướm đêm trong họ Geometridae.